# Niki Terpstra
Niki Terpstra (Beverwijk, 18 de mayo de 1984) es un deportista neerlandés que compitió en ciclismo en la modalidad de ruta; aunque también diputó carreras de pista. Su hermano Mike también fue ciclista profesional.
En carretera ganó seis medallas en el Campeonato Mundial de Ciclismo en Ruta entre los años 2012 y 2018, compitiendo en la contrarreloj por equipos. Entre sus principales triunfos, destaca la victoria en la París Roubaix de 2014 y el Tour de Flandes de 2018.
Ganó una medalla de plata en el Campeonato Mundial de Ciclismo en Pista de 2005, en la prueba de persecución por equipos.
Se retiró de la competición a finales de 2022.

## Medallero internacional
| Campeonato Mundial | Campeonato Mundial        | Campeonato Mundial | Campeonato Mundial       |
| Año                | Lugar                     | Medalla            | Competición              |
| ------------------ | ------------------------- | ------------------ | ------------------------ |
| 2012               | Valkenburg (Países Bajos) | Medalla de oro     | Contrarreloj por equipos |
| 2013               | Florencia (Italia)        | Medalla de oro     | Contrarreloj por equipos |
| 2014               | Ponferrada (España)       | Medalla de bronce  | Contrarreloj por equipos |
| 2015               | Richmond (Estados Unidos) | Medalla de plata   | Contrarreloj por equipos |
| 2016               | Doha (Catar)              | Medalla de oro     | Contrarreloj por equipos |
| 2018               | Innsbruck (Austria)       | Medalla de oro     | Contrarreloj por equipos |

| Campeonato Mundial | Campeonato Mundial           | Campeonato Mundial | Campeonato Mundial      |
| Año                | Lugar                        | Medalla            | Competición             |
| ------------------ | ---------------------------- | ------------------ | ----------------------- |
| 2005               | Los Ángeles (Estados Unidos) | Medalla de plata   | Persecución por equipos |

## Palmarés
| 2005 - Omloop der Kempen 2006 - 1 etapa de la Vuelta a Bélgica - 1 etapa del Tour de Normandía - OZ Wielerweekend, más 1 etapa - Ronde van Midden-Nederland 2009 - 1 etapa de la Dauphiné Libéré - 1 etapa de la Ster Elektrotoer 2010 - Campeonato de los Países Bajos en Ruta - Sparkassen Giro Bochum - Acht van Chaam 2012 - A través de Flandes - 3.º en el Campeonato de los Países Bajos Contrarreloj - Campeonato de los Países Bajos en Ruta 2013 - 2.º en el Campeonato de los Países Bajos Contrarreloj | 2014 - Tour de Catar, más 1 etapa - A través de Flandes - París-Roubaix - 2.º en el Campeonato de los Países Bajos en Ruta - Acht van Chaam 2015 - Tour de Catar, más 1 etapa - Campeonato de los Países Bajos en Ruta - Tour de Valonia, más 1 etapa 2016 - Le Samyn - Dwars door het Hageland - Eneco Tour 2018 - Le Samyn - E3 Harelbeke - Tour de Flandes - 2.º en el Campeonato de los Países Bajos Contrarreloj |

## Resultados

### Grandes Vueltas
Durante su carrera deportiva consiguió los siguientes puestos en las Grandes Vueltas:
| Carrera | Carrera         | 2003 | 2004 | 2005 | 2006 | 2007  | 2008  | 2009  | 2010 | 2011  | 2012  | 2013  | 2014 | 2015 | 2016  | 2017  | 2018  | 2019 | 2020  | 2021 | 2022 |
| ------- | --------------- | ---- | ---- | ---- | ---- | ----- | ----- | ----- | ---- | ----- | ----- | ----- | ---- | ---- | ----- | ----- | ----- | ---- | ----- | ---- | ---- |
|         | Giro de Italia  | —    | —    | —    | —    | —     | —     | —     | —    | —     | —     | —     | —    | —    | —     | —     | —     | —    | —     | —    | ―    |
|         | Tour de Francia | —    | —    | —    | —    | —     | 133.º | 152.º | Ab.  | 134.º | —     | 149.º | 94.º | —    | —     | —     | 119.º | Ab.  | —     | ―    | —    |
|         | Vuelta a España | —    | —    | —    | —    | 142.º | —     | —     | 95.º | —     | 127.º | —     | —    | Ab.  | 139.º | 130.º | —     | —    | 136.º | ―    | —    |

### Clásicas, Campeonatos y JJ. OO.
| Carrera                 | Carrera                 | 2003 | 2004 | 2005          | 2006          | 2007          | 2008  | 2009          | 2010          | 2011          | 2012 | 2013          | 2014          | 2015          | 2016 | 2017          | 2018          | 2019          | 2020          | 2021 | 2022 |
| ----------------------- | ----------------------- | ---- | ---- | ------------- | ------------- | ------------- | ----- | ------------- | ------------- | ------------- | ---- | ------------- | ------------- | ------------- | ---- | ------------- | ------------- | ------------- | ------------- | ---- | ---- |
| Omloop Het Nieuwsblad   | Omloop Het Nieuwsblad   | —    | X    | —             | —             | Ab.           | 86.º  | 9.º           | 87.º          | 6.º           | —    | 99.º          | 5.º           | 2.º           | 30.º | 51.º          | 52.º          | 20.º          | 33.º          | 69.º | —    |
| Kuurne-Bruselas-Kuurne  | Kuurne-Bruselas-Kuurne  | —    | —    | —             | Ab.           | 54.º          | Ab.   | Ab.           | Ab.           | —             | —    | X             | Ab.           | —             | 56.º | —             | 54.º          | 3.º           | 40.º          | Ab.  | —    |
| Strade Bianche          | Strade Bianche          | —    | —    | —             | —             | Ab.           | —     | —             | —             | —             | —    | —             | —             | 55.º          | —    | —             | —             | —             | —             | —    | —    |
|                         | Milán-San Remo          | —    | —    | —             | —             | —             | 143.º | 83.º          | 41.º          | 38.º          | 45.º | Ab.           | —             | —             | —    | —             | —             | 56.º          | —             | 139. | —    |
| A Través de Flandes     | A Través de Flandes     | —    | —    | —             | —             | —             | 12.º  | 33.º          | 3.º           | 30.º          | 1.º  | 11.º          | 1.º           | 18.º          | 35.º | 25.º          | 9.º           | 60.º          | X             | 52.º | 21.º |
| E3 Harelbeke            | E3 Harelbeke            | —    | —    | —             | —             | 56.º          | 33.º  | 15.º          | —             | 14.º          | 25.º | Ab.           | 2.º           | 14.º          | 13.º | 19.º          | 1.º           | 15.º          | X             | 46.º | Ab.  |
| Gante-Wevelgem          | Gante-Wevelgem          | —    | —    | —             | —             | —             | —     | Ab.           | FT.           | —             | —    | —             | —             | 2.º           | 21.º | 4.º           | 39.º          | 23.º          | 73.º          | 59.º | 71.º |
|                         | Tour de Flandes         | —    | —    | —             | —             | —             | 14.º  | FT.           | 45.º          | —             | 6.º  | 113.º         | 5.º           | 2.º           | 10.º | 3.º           | 1.º           | Ab.           | 111.º         | 86.º | 29.º |
| Scheldeprijs            | Scheldeprijs            | —    | —    | —             | —             | 81.º          | —     | —             | 121.º         | —             | —    | —             | —             | —             | —    | —             | —             | —             | —             | —    | —    |
|                         | París-Roubaix           | —    | —    | —             | —             | 74.º          | 103.º | 16.º          | 32.º          | —             | 5.º  | 3.º           | 1.º           | 15.º          | Ab.  | Ab.           | 3.º           | —             | X             | FLT  | 50.º |
| Flecha Brabanzona       | Flecha Brabanzona       | —    | —    | —             | —             | —             | —     | —             | Ab.           | —             | —    | —             | —             | —             | —    | —             | —             | —             | —             | —    | —    |
| Amstel Gold Race        | Amstel Gold Race        | —    | —    | —             | —             | Ab.           | 113.º | Ab.           | Ab.           | —             | 28.º | Ab.           | —             | —             | —    | —             | Ab.           | —             | X             | —    | 90.º |
| Flecha Valona           | Flecha Valona           | —    | —    | —             | —             | Ab.           | —     | —             | —             | —             | —    | —             | —             | —             | —    | —             | —             | —             | —             | —    |      |
|                         | Lieja-Bastoña-Lieja     | —    | —    | —             | —             | Ab.           | —     | —             | Ab.           | —             | —    | —             | —             | —             | —    | —             | —             | —             | —             | —    |      |
| Clásica San Sebastián   | Clásica San Sebastián   | —    | —    | —             | —             | —             | —     | —             | 52.º          | —             | —    | —             | —             | —             | —    | —             | —             | —             | X             | —    |      |
| Bretagne Classic        | Bretagne Classic        | —    | —    | —             | —             | —             | —     | —             | —             | —             | —    | —             | —             | —             | —    | —             | —             | 62.º          | —             | 93.º |      |
| Gran Premio de Quebec   | Gran Premio de Quebec   | —    | —    | —             | —             | —             | —     | —             | —             | Ab.           | —    | 6.º           | —             | —             | —    | —             | —             | —             | X             | X    |      |
| Gran Premio de Montreal | Gran Premio de Montreal | —    | —    | —             | —             | —             | —     | —             | —             | 20.º          | —    | 57.º          | —             | —             | —    | —             | —             | —             | X             | X    |      |
| París-Tours             | París-Tours             | —    | —    | —             | —             | 86.º          | —     | 74.º          | 91.º          | —             | 3.º  | 10.º          | —             | 30.º          | —    | 3.º           | 2.º           | 2.º           | —             | —    |      |
|                         | Giro de Lombardía       | —    | —    | —             | —             | —             | —     | Ab.           | —             | —             | —    | —             | —             | —             | —    | —             | —             | —             | —             | —    |      |
| JJ. OO. (Ruta)          | JJ. OO. (Ruta)          | ND   | —    | No se disputó | No se disputó | No se disputó | Ab.   | No se disputó | No se disputó | No se disputó | 82.º | No se disputó | No se disputó | No se disputó | —    | No se disputó | No se disputó | No se disputó | No se disputó | —    |      |
| Mundial en Ruta         | Mundial en Ruta         | —    | —    | —             | —             | —             | —     | —             | 19.º          | 165.º         | 66.º | —             | —             | 13.º          | 9.º  | 24.º          | —             | 20.º          | —             | —    |      |
| Mundial CRI             | Mundial CRI             | —    | —    | —             | —             | —             | —     | —             | —             | —             | —    | 25.º          | —             | —             | —    | —             | —             | —             | —             | —    |      |
| Países Bajos en Ruta    | Países Bajos en Ruta    | —    | —    | —             | —             | 12.º          | 12.º  | 26.º          | 1.º           | 31.º          | 1.º  | 5.º           | 2.º           | 1.º           | —    | —             | 37.º          | 40.º          | Ab.           | —    |      |
| Países Bajos CRI        | Países Bajos CRI        | —    | —    | —             | —             | —             | —     | 8.º           | 5.º           | 6.º           | 3.º  | 2.º           | 10.º          | —             | —    | —             | 2.º           | 5.º           | X             | —    |      |

| —: No participó | Ab: Abandono | X: Edición no celebrada | FLT: Fuera de límite de tiempo |

## Equipos
- Cycling Team Bert Story-Piels (2003-2004)
- AXA Pro-Cycling Team (2005)
- Ubbink-Syntec Cycling Team (2006)
- Team Milram (2007-2010)
- QuickStep/Omega Pharma/Etixx (2011-2018)
  - Quick Step Cycling Team (2011)
  - Omega Pharma-QuickStep (2012)
  - OmegaPharma-Quick Step Cycling Team (2013-2014)
  - Etixx-Quick Step (2015-2016)
  - Quick-Step Floors (2017-2018)
- Direct Énergie/Total (2019-2022)
  - Direct Énergie (01.2019-04.2019)
  - Team Total Direct Énergie (04.2019-06.2021)
  - Team TotalEnergies (06.2021-2022)